# Sizilianische Wechselkröte

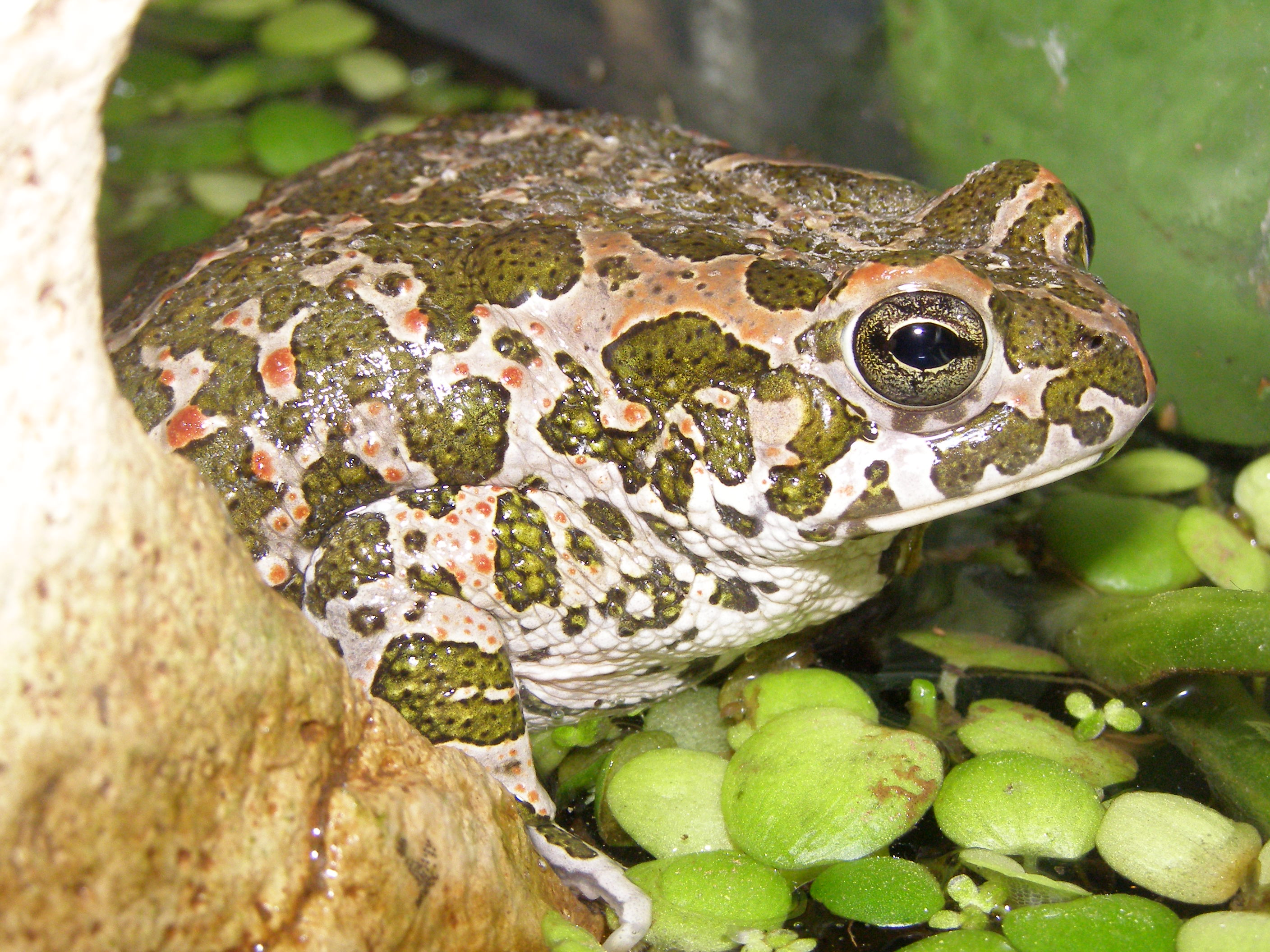

Die Sizilianische Wechselkröte (Bufotes boulengeri siculus) ist eine Unterart der Nordafrikanischen Wechselkröte aus der Familie der Kröten und lebt auf Sizilien. Sie galt ehemals als eigenständige Art.

## Merkmale
Eine relativ große Art aus dem Verwandtschaftskreis der Wechselkröten. Männchen erreichen eine Kopf-Rumpf-Länge von bis zu 8,7 cm, im Mittel 7,4 cm. Weibchen erreichen eine Kopf-Rumpf-Länge von bis zu 10 cm, im Mittel 8,7 cm. Die Körperform ist leicht gedrungen, der Kopf ist kurz und breiter als lang. Die Schnauze ist kurz und stumpf, die Beine mäßig lang, mit Hinterbeinen, die etwas länger sind als die Vorderbeine. Hinter den Augen befinden sich zwei große, flache Ohrdrüsenpakete (Parotiden). Männchen mit kehlständiger Schallblase, die weit vorgestülpt werden kann und zur Paarungszeit an den ersten drei Fingern mit dunkel gefärbten Brunftschwielen. Grundfarbe oberseits hell, darauf finden sich bräunliche bis olivfarbene (selten blass grünliche) Flecken, die in Größe und Umriss beträchtlich variieren und bei den Weibchen scharf, bei den Männchen verwaschen begrenzt sind. Im Gegensatz zur Balearen-Wechselkröte weisen die Körperseiten fast nie rote oder bräunlich-rote Warzen auf. Oft mit schmaler, heller, beigefarbener Rückenzone, die durchgehend oder unterbrochen sein kann. Iris gelblich-gold, durchzogen von feinen dunklen Linien. Die Paarungsrufe sind weithin hörbare, langgezogene Triller, die an Kanarienvögel erinnern können. Die Larven sind oberseits dunkelbräunlich oder schwärzlich gefärbt mit blassen, wenig pigmentierten und am Ende abgerundeten Schwanzsäumen.
Südöstlich und östlich des Ätna gibt es eine schmale Hybridzone mit der Balearen-Wechselkröte, in der die Unterscheidung beider Arten äußerst schwierig ist.

## Verbreitung
Das Verbreitungsgebiet beinhaltet Sizilien, mit Ausnahme des Nordostens, sowie die Eilande Ustica und Favignana vor der Nordwestküste. Im Südwesten von Sizilien kommt die Art nur sporadisch vor, im Nordosten wird sie von der Balearen-Wechselkröte abgelöst.

## Lebensraum
Von Meeresspiegelhöhe bis 800 m über NN, selten darüber hinaus. Laicht meist in temporären, kleinen und flachen Stillgewässern, die häufig von mediterranem Busch- und Grasland, zuweilen von Aufforstungsflächen mit Kiefern oder Eukalyptus umgeben sind.

## Lebensweise
In der Regel ganzjährig aktiv, wobei sich die Tiere je nach Gegend in der trocken-heißen Sommerzeit zurückziehen können („Übersommerung“). Die Laichzeit ist stark abhängig von der örtlichen klimatischen Situation und der hierdurch bedingten Wasserhaltung der häufig temporären Laichgewässer. An der Küste bei Palermo (La Fossa) laichen die Kröten von Januar bis Mai und dann nochmals von August bis November, unterbrochen durch die trockensten Sommermonate Juni und Juli. Im Hinterland derselben Region (Monte Pellegrino), auf 380 m über NN, wurde dagegen nur eine Laichzeit von Januar bis März beobachtet. Auf der kleinen Insel Ustica, etwa 60 km nördlich von Palermo, können bis auf die heißen Sommermonate im Großteil des Jahres Paarungs- und Fortpflanzungsaktivitäten beobachtet werden. Auf dem Monte Pellegrino entfernen sich die Tiere im Sommer und Herbst weit vom Laichgewässer (Männchen im Mittel 967 m, Weibchen im Mittel 1174 m). Im Extrem wurden beide Geschlechter noch in 1500 m Entfernung vom Laichgewässer nachgewiesen. Während der Laichzeit dagegen (ab Januar) hielten sie sich im Gewässer oder dessen engerer Umgebung (Männchen im Mittel 67 m, Weibchen im Mittel 203 m) auf. Es ist zu vermuten, dass in anderen Gegenden ein hiervon abweichendes räumliches Verhalten praktiziert wird. Die Nahrung von Tieren auf dem Monte Pellegrino besteht vorwiegend aus Asseln, Weberknechten und Spinnen, sowie ganz besonders aus Insekten. Bei letzteren überwiegen Hautflügler, speziell Ameisen. In der Fortpflanzungszeit lassen die Tiere nachts charakteristische, laute, trillernde Rufe hören.

## Gefährdung
Die Unterart gilt als ziemlich häufig und scheint von lokalen Fällen abgesehen nicht gefährdet.